# Devecser
Devecser é uma cidade da Hungria, situada no condado de Veszprém. Tem 64,11 km² de área e sua população em 2019 foi estimada em 4.196 habitantes.